# Металлист (Владимирская область)
Металлист — посёлок в Кольчугинском районе Владимирской области России, административный центр Флорищинского сельского поселения.

## География
Посёлок расположен в 10 км на северо-запад от райцентра города Кольчугино близ автодороги Р-75 Колокша - Кольчугино - Александров - Верхние Дворики.

## История
Образован в начале 1970-х годах как посёлок отделения совхоза «Металлист». В 1975 году в посёлок Металлист был перенесен центр Флорищенского сельсовета. В 1984 году в посёлке было открыто новое здание Макаровской средней школы. С 2005 года посёлок является центром Флорищинского сельского поселения.

## Население
| 2002 | 2010 | 2021 |
| ---- | ---- | ---- |
| 509  | ↘474 | ↘421 |

## Инфраструктура
В посёлке расположены Макаровская основная общеобразовательная школа, дом культуры, Макаровский фельдшерско-акушерский пункт, отделение федеральной почтовой связи. 

## Экономика
В посёлке имеется сельскохозяйственный производственный кооператив «Металлист».  